# Марущак, Кирилл Валерьевич
Кири́лл Вале́рьевич Маруща́к (16 мая 1986, Калининград, СССР) — российский футболист, защитник.

## Карьера
Воспитанник калининградского футбола. В первенстве России дебютировал 22 июня 2003 года («Локомотив» СПб — «Балтика-2», 2:0). Становился вице-чемпион России среди юношей до 18 лет (2002 г.), вице-чемпион России среди ЛФК (2005 г.), финалист Кубка России среди ЛФК (2005 г.). Выступал за следующие команды: «Балтика-2» (2003—2007 гг.), «Динамо» Санкт-Петербург (2008 г.), «Динамо» Брянск (2009 г.), «Волгарь» Астрахань (2010—2012 гг.), «Енисей» Красноярск (2013—2016 гг.). С 2013 года в «Балтике» (с перерывом).

## Достижения
- Серебряный призёр зоны «Центр» Второго дивизиона: 2009